# NGC 3657
NGC 3657 est une galaxie spirale intermédiaire située dans la constellation de la Grande Ourse. NGC 3657 a été découverte par l'astronome germano-britannique William Herschel en 1789.

## Caractéristiques
La classe de luminosité de NGC 3657 est III et elle présente une large raie HI. Elle renferme également des régions d'hydrogène ionisé.

### Distance
Sa vitesse par rapport au fond diffus cosmologique est de 1 390 ± 13 km/s, ce qui correspond à une distance de Hubble de 20,5 ± 1,5 Mpc (∼66,9 millions d'al).
À ce jour, deux mesures non basées sur le décalage vers le rouge (redshift) donnent une distance de 49,650 ± 38,537 Mpc (∼162 millions d'al), ce qui est à l'intérieur des valeurs de la distance de Hubble, mais très incohérent, avec une mesure de 76,9 Mpc et l'autre de 22,4 Mpc. Notons cependant que c'est avec la valeur moyenne des mesures indépendantes, lorsqu'elles existent, que la base de données NASA/IPAC calcule le diamètre d'une galaxie.

## Groupe de NGC 3631
Selon un article de A.M. Garcia paru en 1993, NGC 3657 fait partie du groupe de NGC 3631. Ce groupe de galaxies comprend au moins 10 galaxies. Les autres galaxies du groupe sont NGC 3631, NGC 3718, NGC 3729, NGC 3913, NGC 3972, NGC 3998, UGC 6251, UGC 6446 et UGC 6816.
Abraham Mahtessian mentionne aussi l'existence de ce groupe, mais il n'y figure que 5 galaxies, soit NGC 3631, NGC 3657, NGC 3718, NGC 3729 et UGC 6446 qui est notée 1123+5401 pour CGCG 1123.8+5401 dans son article. Les trois autres galaxies (NGC 3913, NGC 3972 et NGC 3998) figurent dans un autre groupe cité par Mahthésian, soit le groupe de M101.

## Amas de la Grande Ourse et superamas de la Vierge
Les groupes de NGC 3631 et de M101 font partie de l'amas de la Grande Ourse, l'un des amas galactiques du superamas de la Vierge.